# Karl-Heinrich Bodenschatz
Pour les articles homonymes, voir Bodenschatz.
Karl-Heinrich Bodenschatz (10 décembre 1890, Rehau – 25 août 1979, Erlangen) est un officier allemand qui prit part à la Première et à la Seconde Guerre mondiale. Au cours de celle-ci, il fut l’officier de liaison de Göring auprès d’Adolf Hitler. Il fut grièvement blessé lors de l'attentat du 20 juillet 1944.

## Biographie
En 1910, Bodenschtaz s’engage dans le 8e régiment d'infanterie royal bavarois (de), suit des études à l’académie militaire de Metz, jusqu’en 1912. Il rejoint le service actif dès le déclenchement de la Première Guerre mondiale et participe notamment à la bataille de Verdun. En 1916, après avoir été blessé à quatre reprises, il est transféré de l’infanterie à l’aviation comme adjudant à la 2e escadrille de chasse, puis à la 1re escadrille, commandée par Manfred von Richthofen, puis, après la mort de celui-ci, par Hermann Göring.

### Entre-deux guerres
Après la fin de la Première Guerre mondiale, Bodenschatz est intégré comme officier dans la Reichswehr et sert au sein du 21e régiment d’infanterie de 1919 à avril 1933. À cette époque, il rejoint la Luftwaffe grâce aux relations amicales qu’il a maintenues avec Hermann Göring, dont il est l’aide de camp jusqu’en 1938.

### Seconde Guerre mondiale
Durant la Seconde Guerre mondiale, Bodenschatz est présent lors de la visite d'Adolf Hitler, à Paris, le 28 juin 1940. Bodenschatz est du voyage à entrevue entre le maréchal de France Philippe Pétain chef de l'État français de Vichy, et le Reichsmarschall Hermann Göring, Entrevue de Saint-Florentin, le 1er décembre 1941, avec la présence de amiral François Darlan, et de l’ambassadeur Fernand de Brinon. Bodenschatz participe à cette rencontre qui se situe dans la continuité de la politique de collaboration initiée à Entrevue de Montoire avec la rencontre entre Pétain et Hitler, le 24 octobre 1940, soit un peu plus d’un an avant. Bodenschatz est officier de liaison du commandant en chef de la Luftwaffe auprès du quartier général du Führer. Au moment où Claus Schenk Graf von Stauffenberg quitte la réunion, du Wolfsschanze, 24 personnes sont présentes dans le baraquement. Le dos tourné à la porte, Hitler est accoudé au centre de la table, à sa droite, Adolf Heusinger, chef des opérations de l’état-major de l’armée de terre et adjoint du chef d’état-major et le colonel Heinz Brandt, adjoint de Heusinger, derrière lesquels se tient le général Günther Korten, chef de l’état-major de la Luftwaffe ; toujours à la droite du Führer mais un peu plus éloignés de la table, on trouve le général Karl-Heinrich Bodenschatz, officier de liaison du commandant en chef de la Luftwaffe et le général Walter Buhle, membre de l’état-major de l’armée de terre à l’OKW. Une fois Stauffenberg sorti, Hitler se lève, traverse la pièce et vient se placer devant une grande carte murale. Vers 12 h 45, Bodenschatz est grièvement blessé lors de l’attentat du 20 juillet 1944 par von Stauffenberg puis est déclaré inapte au service.  Une série de trois insignes des blessés spécifique à cette journée a été fabriquée et distribuée de cette manière, aux 23 personnes touchées ou présentes: Bodenschatz fait partie du général Rudolf Schmundt, le général Günther Korten, à titre posthume le sténographe Heinrich Berger, à titre posthume puis le colonel Heinz Brandt à titre posthume. Heinz Brandt chef d’état-major, gêné lors de l’examen des cartes par cette serviette, la déplaça. Heinz Brandt, sauva la vie du Fuhrer qui en réchappa.

### Après guerre
Capturé par les américains à Bad Reichenhall le 5 mai 1945, Bodenschatz est emprisonné pendant deux ans au camp Ashcan enceinte n ° 32 à Mondorf-les-Bains, au Luxembourg, avec d'autres militaires de haut rang tel que Joachim von Ribbentrop, Karl Dönitz, Wilhelm Keitel, Alfred Jodl, ou Hermann Göring, et témoigne lors du Procès de Nuremberg. Il meurt à Erlangen, le 25 août 1979 à l’âge de 88 ans.

## Décorations
- Croix de fer (1914), 2e et 1re classe
- Insigne des blessés en argent (1918)
- Ordre du Lion de Zaeringen (Grand-duché de Bade)
- Ordre du mérite militaire (Bavière)
- Insigne d’or du parti nazi
- Croix allemande en argent (1942)
- Insigne des blessés (1944)